# Wieronika Kudiermietowa
Wieronika Eduardowna Kudiermietowa (ur. 24 kwietnia 1997 w Kazaniu) – rosyjska tenisistka, finalistka Wimbledonu 2021 w grze podwójnej, reprezentantka kraju w rozgrywkach Pucharu Billie Jean King, wiceliderka rankingu deblowego WTA

## Kariera tenisowa
W zawodach cyklu WTA Tour Rosjanka wygrała jeden turniej w grze pojedynczej z pięciu rozegranych finałów, natomiast w grze podwójnej zwyciężyła w czterech turniejach z jedenastu osiągniętych finałów. Triumfowała też w jednym singlowym i czterech deblowych turniejach cyklu WTA 125K series.
W karierze zwyciężyła w czterech singlowych i szesnastu deblowych turniejach rangi ITF. 24 października 2022 roku zajmowała najwyższe miejsce w rankingu singlowym WTA Tour – 9. pozycję. Natomiast 6 czerwca 2022 roku osiągnęła najwyższą pozycję w rankingu deblowym – 2. miejsce.

## Historia występów wielkoszlemowych
Legenda
     W, wygrany turniej
     F, przegrana w finale
     SF, przegrana w półfinale
     QF, przegrana w ćwierćfinale
     xR, przegrana w x rundzie
     Qx, przegrana w x rundzie kwalifikacji
     A, brak startu
     NH, turniej nie odbył się

### Występy w grze pojedynczej
| Australian Open        | A   | A   | A   | A   | A   | Q1  | A   | 1R | 1R | 3R | 3R | 2R | 1R | 4R | 0 / 7  | 8 – 7   |  |  |  |  |  |  |  |  |  |  |  |
| French Open            | A   | A   | A   | A   | A   | Q2  | Q3  | 3R | 2R | 2R | QF | 1R | 1R | 3R | 0 / 7  | 10 – 7  |  |  |  |  |  |  |  |  |  |  |  |
| Wimbledon              | A   | A   | A   | A   | A   | Q1  | Q2  | 2R | NH | 1R | A  | 2R | 1R | 2R | 0 / 5  | 3 – 5   |  |  |  |  |  |  |  |  |  |  |  |
| US Open                | A   | A   | A   | A   | A   | Q1  | Q2  | 1R | 1R | 1R | 4R | 1R | 1R |    | 0 / 6  | 3 – 6   |  |  |  |  |  |  |  |  |  |  |  |
|                        |     |     |     |     |     |     |     |    |    |    |    |    |    |    |        |         |  |  |  |  |  |  |  |  |  |  |  |
| Ranking na koniec roku | 715 | 671 | 343 | 400 | 210 | 257 | 115 | 41 | 46 | 31 | 9  | 19 | 77 |    | 0 / 25 | 24 – 25 |  |  |  |  |  |  |  |  |  |  |  |

### Występy w grze podwójnej
| Australian Open        | A   | A   | A   | A   | A   | A  | 1R | 2R | 3R | 1R | SF | 1R | 2R | 2R | 0 / 8  | 9 – 7   |  |  |  |  |  |  |  |  |  |  |  |
| French Open            | A   | A   | A   | A   | A   | 1R | 1R | 1R | 3R | 1R | 3R | QF | 3R | QF | 0 / 9  | 12 – 9  |  |  |  |  |  |  |  |  |  |  |  |
| Wimbledon              | A   | A   | A   | A   | A   | 2R | 2R | 1R | NH | F  | A  | A  | 3R | W  | 1 / 6  | 14 – 5  |  |  |  |  |  |  |  |  |  |  |  |
| US Open                | A   | A   | A   | A   | A   | 1R | 1R | 1R | SF | 3R | 2R | 2R | SF |    | 0 / 8  | 11 – 7  |  |  |  |  |  |  |  |  |  |  |  |
|                        |     |     |     |     |     |    |    |    |    |    |    |    |    |    |        |         |  |  |  |  |  |  |  |  |  |  |  |
| Ranking na koniec roku | 887 | 420 | 198 | 230 | 107 | 58 | 64 | 25 | 24 | 14 | 2  | 29 | 17 |    | 1 / 31 | 46 – 28 |  |  |  |  |  |  |  |  |  |  |  |

### Występy w grze mieszanej
| Australian Open | A | A | A | A | A | A | A | A | A  | A | A | A | 2R | A | 0 / 1 | 1 – 1 |  |  |  |  |  |  |  |  |  |  |  |
| French Open     | A | A | A | A | A | A | A | A | NH | A | A | A | 1R | A | 0 / 1 | 0 – 1 |  |  |  |  |  |  |  |  |  |  |  |
| Wimbledon       | A | A | A | A | A | A | A | A | NH | A | A | A | A  | A | 0 / 0 | 0 – 0 |  |  |  |  |  |  |  |  |  |  |  |
| US Open         | A | A | A | A | A | A | A | A | NH | A | A | A | A  |   | 0 / 0 | 0 – 0 |  |  |  |  |  |  |  |  |  |  |  |
|                 |   |   |   |   |   |   |   |   |    |   |   |   |    |   |       |       |  |  |  |  |  |  |  |  |  |  |  |
|                 |   |   |   |   |   |   |   |   |    |   |   |   |    |   | 0 / 2 | 1 – 2 |  |  |  |  |  |  |  |  |  |  |  |

## Finały turniejów WTA
| Legenda                     | Legenda |
| --------------------------- | ------- |
| Wielki Szlem                |         |
| Igrzyska olimpijskie        |         |
| WTA Tour Championships      |         |
| WTA Elite Trophy            |         |
| 2009 – 2020                 |         |
| WTA Premier Mandatory       |         |
| WTA Premier 5               |         |
| WTA Premier                 |         |
| WTA International Series    |         |
| WTA 125K series (2012–2020) |         |
| od 2021                     |         |
| WTA 1000 (obowiązkowe)      |         |
| WTA 1000 (nieobowiązkowe)   |         |
| WTA 500                     |         |
| WTA 250                     |         |
| WTA 125                     |         |

### Gra pojedyncza 7 (2–5)
| Końcowy wynik | Nr | Data                | Turniej          | Nawierzchnia | Przeciwniczka            | Wynik finału     |
| ------------- | -- | ------------------- | ---------------- | ------------ | ------------------------ | ---------------- |
| Finalistka    | 1. | 13 stycznia 2021    | Abu Zabi         | Twarda       | Aryna Sabalenka          | 2:6, 2:6         |
| Zwyciężczyni  | 1. | 11 kwietnia 2021    | Charleston       | Ceglana      | Danka Kovinić            | 6:4, 6:2         |
| Finalistka    | 2. | 9 stycznia 2022     | Melbourne        | Twarda       | Simona Halep             | 2:6, 3:6         |
| Finalistka    | 3. | 19 lutego 2022      | Dubaj            | Twarda       | Jeļena Ostapenko         | 0:6, 4:6         |
| Finalistka    | 4. | 24 kwietnia 2022    | Stambuł          | Ceglana      | Anastasija Potapowa      | 3:6, 1:6         |
| Finalistka    | 5. | 18 czerwca 2023     | ’s-Hertogenbosch | Trawiasta    | Jekatierina Aleksandrowa | 6:4, 4:6, 6:7(3) |
| Zwyciężczyni  | 2. | 1 października 2023 | Tokio            | Twarda       | Jessica Pegula           | 7:5, 6:1         |

### Gra podwójna 21 (9–12)
| Końcowy wynik | Nr  | Data                 | Turniej          | Nawierzchnia   | Partnerka                | Przeciwniczki                         | Wynik finału        |
| ------------- | --- | -------------------- | ---------------- | -------------- | ------------------------ | ------------------------------------- | ------------------- |
| Finalistka    | 1.  | 7 kwietnia 2019      | Charleston       | Ceglana        | Irina Chromaczowa        | Anna-Lena Grönefeld Alicja Rosolska   | 6:7(7), 2:6         |
| Finalistka    | 2.  | 14 kwietnia 2019     | Lugano           | Ceglana        | Galina Woskobojewa       | Sorana Cîrstea Andreea Mitu           | 6:1, 2:6, 8–10      |
| Zwyciężczyni  | 1.  | 28 września 2019     | Wuhan            | Twarda         | Duan Yingying            | Elise Mertens Aryna Sabalenka         | 7:6(3), 6:2         |
| Zwyciężczyni  | 2.  | 25 kwietnia 2021     | Stambuł          | Ceglana        | Elise Mertens            | Nao Hibino Makoto Ninomiya            | 6:1, 6:1            |
| Finalistka    | 3.  | 10 lipca 2021        | Wimbledon        | Trawiasta      | Jelena Wiesnina          | Hsieh Su-wei Elise Mertens            | 6:3, 5:7, 7:9       |
| Finalistka    | 4.  | 16 października 2021 | Indian Wells     | Twarda         | Jelena Rybakina          | Hsieh Su-wei Elise Mertens            | 6:7(1), 3:6         |
| Zwyciężczyni  | 3.  | 19 lutego 2022       | Dubaj            | Twarda         | Elise Mertens            | Ludmyła Kiczenok Jeļena Ostapenko     | 6:1, 6:3            |
| Finalistka    | 5.  | 25 lutego 2022       | Doha             | Twarda         | Elise Mertens            | Coco Gauff Jessica Pegula             | 6:3, 5:7, 5–10      |
| Finalistka    | 6.  | 3 kwietnia 2022      | Miami            | Twarda         | Elise Mertens            | Laura Siegemund Wiera Zwonariowa      | 6:7(3), 5:7         |
| Zwyciężczyni  | 4.  | 15 maja 2022         | Rzym             | Ceglana        | Anastasija Pawluczenkowa | Gabriela Dabrowski Giuliana Olmos     | 1:6, 6:4, 10–7      |
| Finalistka    | 7.  | 11 czerwca 2022      | ’s-Hertogenbosch | Trawiasta      | Elise Mertens            | Ellen Perez Tamara Zidanšek           | 3:6, 7:5, 10–12     |
| Zwyciężczyni  | 5.  | 7 listopada 2022     | Fort Worth       | Twarda (hala)  | Elise Mertens            | Barbora Krejčíková Kateřina Siniaková | 6:2, 4:6, 11–9      |
| Zwyciężczyni  | 6.  | 25 lutego 2023       | Dubaj            | Twarda         | Ludmiła Samsonowa        | Chan Hao-ching Latisha Chan           | 6:4, 6:7(4), 10–1   |
| Zwyciężczyni  | 7.  | 29 października 2023 | Zhuhai           | Twarda         | Beatriz Haddad Maia      | Miyu Katō Aldila Sutjiadi             | 6:3, 6:3            |
| Zwyciężczyni  | 8.  | 21 kwietnia 2024     | Stuttgart        | Ceglana (hala) | Chan Hao-ching           | Ulrikke Eikeri Ingrid Neel            | 4:6, 6:3, 10–2      |
| Finalistka    | 8.  | 23 czerwca 2024      | Berlin           | Trawiasta      | Chan Hao-ching           | Wang Xinyu Zheng Saisai               | 2:6, 5:7            |
| Finalistka    | 9.  | 29 czerwca 2024      | Bad Homburg      | Trawiasta      | Chan Hao-ching           | Nicole Melichar-Martinez Ellen Perez  | 6:4, 3:6, 8–10      |
| Finalistka    | 10. | 6 października 2024  | Pekin            | Twarda         | Chan Hao-ching           | Sara Errani Jasmine Paolini           | 4:6, 4:6            |
| Finalistka    | 11. | 4 maja 2025          | Madryt           | Ceglana        | Elise Mertens            | Sorana Cîrstea Anna Kalinska          | 7:6(10), 2:6, 10–12 |
| Finalistka    | 12. | 18 maja 2025         | Rzym             | Ceglana        | Elise Mertens            | Sara Errani Jasmine Paolini           | 4:6, 5:7            |
| Zwyciężczyni  | 9.  | 13 lipca 2025        | Wimbledon        | Trawiasta      | Elise Mertens            | Hsieh Su-wei Jeļena Ostapenko         | 3:6, 6:2, 6:4       |

## Finały turniejów WTA 125K series

### Gra pojedyncza 1 (1–0)
| Końcowy wynik | Nr | Data          | Turniej     | Nawierzchnia | Przeciwniczka  | Wynik finału |
| ------------- | -- | ------------- | ----------- | ------------ | -------------- | ------------ |
| Zwyciężczyni  | 1. | 17 marca 2019 | Guadalajara | Twarda       | Marie Bouzková | 6:2, 6:0     |

### Gra podwójna 4 (4–0)
| Końcowy wynik | Nr | Data              | Turniej | Nawierzchnia    | Partnerka          | Przeciwniczki                     | Wynik finału      |
| ------------- | -- | ----------------- | ------- | --------------- | ------------------ | --------------------------------- | ----------------- |
| Zwyciężczyni  | 1. | 20 listopada 2016 | Tajpej  | Twarda (hala)   | Nateła Dzałamidze  | Chang Kai-chen Chuang Chia-jung   | 4:6, 6:3, 10–5    |
| Zwyciężczyni  | 2. | 19 listopada 2017 | Tajpej  | Dywanowa (hala) | Aryna Sabalenka    | Monique Adamczak Naomi Broady     | 2:6, 7:6(5), 10–6 |
| Zwyciężczyni  | 3. | 4 listopada 2018  | Mumbaj  | Twarda          | Nateła Dzałamidze  | Bibiane Schoofs Barbora Štefková  | 6:4, 7:6(4)       |
| Zwyciężczyni  | 4. | 11 listopada 2018 | Limoges | Twarda (hala)   | Galina Woskobojewa | Timea Bacsinszky Wiera Zwonariowa | 7:5, 6:4          |

## Występy w Turnieju Mistrzyń

### W grze pojedynczej
| Rok  | Rezultat                              | Przeciwniczka                         | Wynik                                 |
| 2022 | zawodniczka rezerwowa (nie wystąpiła) | zawodniczka rezerwowa (nie wystąpiła) | zawodniczka rezerwowa (nie wystąpiła) |

### W grze podwójnej
| Rok  | Rezultat   | Partnerka      | Przeciwniczki                         | Wynik          |
| 2022 | Zwycięstwo | Elise Mertens  | Barbora Krejčíková Kateřina Siniaková | 6:2, 4:6, 11–9 |
| 2024 | Półfinał   | Chan Hao-ching | Kateřina Siniaková Taylor Townsend    | 0:6, 6:7(5)    |

## Występy w Turnieju WTA Elite Trophy

### W grze pojedynczej
| Rok  | Rezultat     | Przeciwniczka             | Wynik                     |
| 2023 | Faza grupowa | Ludmiła Samsonowa Zhu Lin | 6:4, 3:6, 7:5 6:7(5), 1:6 |

### W grze podwójnej
| Rok  | Rezultat   | Partnerka           | Przeciwniczki             | Wynik    |
| 2023 | Zwycięstwo | Beatriz Haddad Maia | Miyu Katō Aldila Sutjiadi | 6:3, 6:3 |

## Historia występów w turniejach WTA
| W  | = zwycięstwo                   |
| F  | = finał                        |
| SF | = półfinał                     |
| QF | = ćwierćfinał                  |
| xR | = x runda (x – numer rundy)    |
| LQ | = odpadła w kwalifikacjach     |
| A  | = nie uczestniczyła w turnieju |
| NH | = turniej nie odbywał się      |

| a    | Uwzględniono tylko mecze rozegrane w głównej drabince turnieju.                                                                                     |
| b    | Uwzględniono tylko turnieje, w których zawodniczka wystąpiła.                                                                                       |
|      | |
| c    | Statystyki całej kariery uwzględniają wyniki w turniejach WTA, ITF, kwalifikacjach do tych turniejów oraz spotkania rozegrane w Pucharze Federacji. |
|      | |
| Q    | Do turnieju głównego dostała się przez kwalifikacje.                                                                                                |
| P5   | Turniej w danym roku miał rangę WTA Premier 5. |
| P    | Turniej w danym roku miał rangę WTA Premier |
| 1000 | Turniej w danym roku miał rangę WTA 1000. |
| 500  | Turniej w danym roku miał rangę WTA 500. |

### W grze pojedynczej
| Turniej                    | Kategoria do 2020          | 2012                       | 2013                       | 2014                       | 2015                       | 2016                       | 2017                       | 2018                       | 2019                       | 2020                       | 2021                       | 2022                       | 2023                       | 2024                       | 2025                       | Tytuły                     | Z–Pa                       |                            |                            |                            |                            |                            |                            |                            |                            |                            |                            |
| Mistrzostwa kończące sezon | Mistrzostwa kończące sezon | Mistrzostwa kończące sezon | Mistrzostwa kończące sezon | Mistrzostwa kończące sezon | Mistrzostwa kończące sezon | Mistrzostwa kończące sezon | Mistrzostwa kończące sezon | Mistrzostwa kończące sezon | Mistrzostwa kończące sezon | Mistrzostwa kończące sezon | Mistrzostwa kończące sezon | Mistrzostwa kończące sezon | Mistrzostwa kończące sezon | Mistrzostwa kończące sezon | Mistrzostwa kończące sezon | Mistrzostwa kończące sezon | Mistrzostwa kończące sezon | Mistrzostwa kończące sezon | Mistrzostwa kończące sezon | Mistrzostwa kończące sezon | Mistrzostwa kończące sezon | Mistrzostwa kończące sezon | Mistrzostwa kończące sezon | Mistrzostwa kończące sezon | Mistrzostwa kończące sezon | Mistrzostwa kończące sezon | Mistrzostwa kończące sezon |
| -------------------------- | -------------------------- | -------------------------- | -------------------------- | -------------------------- | -------------------------- | -------------------------- | -------------------------- | -------------------------- | -------------------------- | -------------------------- | -------------------------- | -------------------------- | -------------------------- | -------------------------- | -------------------------- | -------------------------- | -------------------------- | -------------------------- | -------------------------- | -------------------------- | -------------------------- | -------------------------- | -------------------------- | -------------------------- | -------------------------- | -------------------------- | -------------------------- |
| WTA Finals                 | WTA Finals                 | A                          | A                          | A                          | A                          | A                          | A                          | A                          | A                          | NH                         | A                          | Alt                        | A                          | A                          |                            | 0 / 0                      | 0 – 0                      |                            |                            |                            |                            |                            |                            |                            |                            |                            |                            |
| Turnieje WTA 1000          |                            |                            |                            |                            |                            |                            |                            |                            |                            |                            |                            |                            |                            |                            |                            |                            |                            |                            |                            |                            |                            |                            |                            |                            |                            |                            |                            |
| Dubaj                      | Premier 5/Premier          | P                          | P                          | P                          | A                          | P                          | A                          | P                          | A                          | P                          | 2R                         | 500                        | 1R                         | 2R                         | 2R                         | 0 / 4                      | 3 – 4                      |                            |                            |                            |                            |                            |                            |                            |                            |                            |                            |
| Doha                       | Premier 5/Premier          | A                          | A                          | A                          | P                          | A                          | P                          | A                          | P                          | 2R                         | 500                        | 1R                         | 500                        | 1R                         | 1R                         | 0 / 4                      | 1 – 4                      |                            |                            |                            |                            |                            |                            |                            |                            |                            |                            |
| Indian Wells               | Premier Mandatory          | A                          | A                          | A                          | A                          | A                          | A                          | A                          | LQ                         | NH                         | 3R                         | QF                         | 3R                         | 3R                         | 1R                         | 0 / 5                      | 6 – 5                      |                            |                            |                            |                            |                            |                            |                            |                            |                            |                            |
| Miami                      | Premier Mandatory          | A                          | A                          | A                          | A                          | A                          | A                          | A                          | LQ                         | NH                         | 3R                         | 4R                         | 1R                         | 1R                         | 2R                         | 0 / 5                      | 4 – 5                      |                            |                            |                            |                            |                            |                            |                            |                            |                            |                            |
| Madryt                     | Premier Mandatory          | A                          | A                          | A                          | A                          | A                          | A                          | A                          | LQ                         | NH                         | 3R                         | 1R                         | SF                         | 2R                         | 3R                         | 0 / 5                      | 8 – 5                      |                            |                            |                            |                            |                            |                            |                            |                            |                            |                            |
| Rzym                       | Premier 5                  | A                          | A                          | A                          | A                          | A                          | A                          | A                          | LQ                         | 1R                         | 3R                         | 1R                         | SF                         | 2R                         | 3R                         | 0 / 6                      | 8 – 6                      |                            |                            |                            |                            |                            |                            |                            |                            |                            |                            |
| Montreal/Toronto           | Premier 5                  | A                          | A                          | A                          | A                          | A                          | A                          | A                          | A                          | NH                         | 2R                         | 1R                         | A                          | A                          | 3R                         | 0 / 3                      | 3 – 3                      |                            |                            |                            |                            |                            |                            |                            |                            |                            |                            |
| Cincinnati                 | Premier 5                  | A                          | A                          | A                          | A                          | A                          | A                          | A                          | 2R                         | 3R                         | 2R                         | 3R                         | 1R                         | A                          | SF                         | 0 / 6                      | 10 – 6                     |                            |                            |                            |                            |                            |                            |                            |                            |                            |                            |
| Tokio/ Wuhan               | Premier 5                  | A                          | A                          | A                          | A                          | A                          | A                          | A                          | 3R                         | Nie rozegrano              | Nie rozegrano              | Nie rozegrano              | Nie rozegrano              | 2R                         |                            | 0 / 2                      | 3 – 2                      |                            |                            |                            |                            |                            |                            |                            |                            |                            |                            |
| Pekin                      | Premier Mandatory          | A                          | A                          | A                          | A                          | A                          | A                          | A                          | 1R                         | Nie rozegrano              | Nie rozegrano              | Nie rozegrano              | 3R                         | 3R                         |                            | 0 / 3                      | 2 – 3                      |                            |                            |                            |                            |                            |                            |                            |                            |                            |                            |
| Guadalajara                | –                          | Nie rozegrano              | Nie rozegrano              | Nie rozegrano              | Nie rozegrano              | Nie rozegrano              | Nie rozegrano              | Nie rozegrano              | Nie rozegrano              | Nie rozegrano              | Nie rozegrano              | QF                         | 3R                         | 500                        | 500                        | 0 / 2                      | 3 – 2                      |                            |                            |                            |                            |                            |                            |                            |                            |                            |                            |
|                            |                            |                            |                            |                            |                            |                            |                            |                            |                            |                            |                            |                            |                            |                            |                            | 0 / 45                     | 51 – 45                    |                            |                            |                            |                            |                            |                            |                            |                            |                            |                            |

### W grze podwójnej
| Turniej                    | Kategoria do 2020          | 2012                       | 2013                       | 2014                       | 2015                       | 2016                       | 2017                       | 2018                       | 2019                       | 2020                       | 2021                       | 2022                       | 2023                       | 2024                       | 2025                       | Tytuły                     | Z–Pa                       |                            |                            |                            |                            |                            |                            |                            |                            |                            |                            |
| Mistrzostwa kończące sezon | Mistrzostwa kończące sezon | Mistrzostwa kończące sezon | Mistrzostwa kończące sezon | Mistrzostwa kończące sezon | Mistrzostwa kończące sezon | Mistrzostwa kończące sezon | Mistrzostwa kończące sezon | Mistrzostwa kończące sezon | Mistrzostwa kończące sezon | Mistrzostwa kończące sezon | Mistrzostwa kończące sezon | Mistrzostwa kończące sezon | Mistrzostwa kończące sezon | Mistrzostwa kończące sezon | Mistrzostwa kończące sezon | Mistrzostwa kończące sezon | Mistrzostwa kończące sezon | Mistrzostwa kończące sezon | Mistrzostwa kończące sezon | Mistrzostwa kończące sezon | Mistrzostwa kończące sezon | Mistrzostwa kończące sezon | Mistrzostwa kończące sezon | Mistrzostwa kończące sezon | Mistrzostwa kończące sezon | Mistrzostwa kończące sezon | Mistrzostwa kończące sezon |
| -------------------------- | -------------------------- | -------------------------- | -------------------------- | -------------------------- | -------------------------- | -------------------------- | -------------------------- | -------------------------- | -------------------------- | -------------------------- | -------------------------- | -------------------------- | -------------------------- | -------------------------- | -------------------------- | -------------------------- | -------------------------- | -------------------------- | -------------------------- | -------------------------- | -------------------------- | -------------------------- | -------------------------- | -------------------------- | -------------------------- | -------------------------- | -------------------------- |
| WTA Finals                 | WTA Finals                 | A                          | A                          | A                          | A                          | A                          | A                          | A                          | A                          | NH                         | A                          | W                          | A                          | SF                         |                            | 1 / 2                      | 6 – 3                      |                            |                            |                            |                            |                            |                            |                            |                            |                            |                            |
| Turnieje WTA 1000          |                            |                            |                            |                            |                            |                            |                            |                            |                            |                            |                            |                            |                            |                            |                            |                            |                            |                            |                            |                            |                            |                            |                            |                            |                            |                            |                            |
| Dubaj                      | Premier 5/Premier          | P                          | P                          | P                          | A                          | P                          | 1R                         | P                          | 1R                         | P                          | SF                         | 500                        | W                          | 1R                         | 1R                         | 1 / 6                      | 8 – 5                      |                            |                            |                            |                            |                            |                            |                            |                            |                            |                            |
| Doha                       | Premier 5/Premier          | A                          | A                          | A                          | P                          | A                          | P                          | 2R                         | P                          | 2R                         | 500                        | F                          | 500                        | 1R                         | QF                         | 0 / 5                      | 7 – 4                      |                            |                            |                            |                            |                            |                            |                            |                            |                            |                            |
| Indian Wells               | Premier Mandatory          | A                          | A                          | A                          | A                          | A                          | A                          | A                          | 1R                         | NH                         | F                          | 1R                         | 1R                         | 1R                         | 2R                         | 0 / 6                      | 5 – 6                      |                            |                            |                            |                            |                            |                            |                            |                            |                            |                            |
| Miami                      | Premier Mandatory          | A                          | A                          | A                          | A                          | A                          | A                          | A                          | 2R                         | NH                         | 2R                         | F                          | 2R                         | 1R                         | 1R                         | 0 / 6                      | 7 – 6                      |                            |                            |                            |                            |                            |                            |                            |                            |                            |                            |
| Madryt                     | Premier Mandatory          | A                          | A                          | A                          | A                          | A                          | A                          | A                          | SF                         | NH                         | 2R                         | A                          | 1R                         | 2R                         | F                          | 0 / 5                      | 8 – 5                      |                            |                            |                            |                            |                            |                            |                            |                            |                            |                            |
| Rzym                       | Premier 5                  | A                          | A                          | A                          | A                          | A                          | A                          | A                          | 2R                         | QF                         | QF                         | W                          | 1R                         | 2R                         | F                          | 1 / 7                      | 15 – 5                     |                            |                            |                            |                            |                            |                            |                            |                            |                            |                            |
| Montreal/Toronto           | Premier 5                  | A                          | A                          | A                          | A                          | A                          | A                          | A                          | A                          | NH                         | SF                         | 2R                         | A                          | A                          | 2R                         | 0 / 3                      | 4 – 3                      |                            |                            |                            |                            |                            |                            |                            |                            |                            |                            |
| Cincinnati                 | Premier 5                  | A                          | A                          | A                          | A                          | A                          | A                          | A                          | 1R                         | QF                         | 2R                         | SF                         | A                          | A                          | 2R                         | 0 / 5                      | 6 – 5                      |                            |                            |                            |                            |                            |                            |                            |                            |                            |                            |
| Tokio/ Wuhan               | Premier 5                  | A                          | A                          | A                          | A                          | A                          | A                          | A                          | W                          | Nie rozegrano              | Nie rozegrano              | Nie rozegrano              | Nie rozegrano              | QF                         |                            | 1 / 2                      | 6 – 1                      |                            |                            |                            |                            |                            |                            |                            |                            |                            |                            |
| Pekin                      | Premier Mandatory          | A                          | A                          | A                          | A                          | A                          | A                          | A                          | 1R                         | Nie rozegrano              | Nie rozegrano              | Nie rozegrano              | QF                         | F                          |                            | 0 / 3                      | 5 – 3                      |                            |                            |                            |                            |                            |                            |                            |                            |                            |                            |
| Guadalajara                | –                          | Nie rozegrano              | Nie rozegrano              | Nie rozegrano              | Nie rozegrano              | Nie rozegrano              | Nie rozegrano              | Nie rozegrano              | Nie rozegrano              | Nie rozegrano              | Nie rozegrano              | QF                         | 2R                         | 500                        | 500                        | 0 / 2                      | 2 – 0                      |                            |                            |                            |                            |                            |                            |                            |                            |                            |                            |
|                            |                            |                            |                            |                            |                            |                            |                            |                            |                            |                            |                            |                            |                            |                            |                            | 3 / 50                     | 73 – 43                    |                            |                            |                            |                            |                            |                            |                            |                            |                            |                            |

## Finały turniejów ITF
| turnieje z pulą nagród 100 000 $ |
| turnieje z pulą nagród 75 000 $  |
| turnieje z pulą nagród 50 000 $  |
| turnieje z pulą nagród 25 000 $  |
| turnieje z pulą nagród 15 000 $  |
| turnieje z pulą nagród 10 000 $  |

### Gra pojedyncza 8 (4–4)
| Rezultat     |    | Data       | Turniej  | ($)    | Naw.          | Przeciwniczka      | Wynik               |
| Finalistka   | 1. | 01/03/2014 | Astana   | 10 000 | Twarda (hala) | Olga Doroszyna     | 7:6(5), 4:6, 6:7(6) |
| Zwyciężczyni | 1. | 08/03/2014 | Astana   | 10 000 | Twarda (hala) | Olga Doroszyna     | 7:6(2), 7:6(3)      |
| Finalistka   | 2. | 06/06/2015 | Andiżan  | 25 000 | Twarda        | Barbora Štefková   | 5:7, 3:6            |
| Finalistka   | 3. | 28/05/2016 | Andiżan  | 25 000 | Twarda        | Sabina Sharipova   | 5:7, 0:6            |
| Zwyciężczyni | 2. | 17/07/2016 | Imola    | 25 000 | Dywanowa      | Michaëlla Krajicek | 6:4, 6:2            |
| Finalistka   | 4. | 31/07/2016 | Astana   | 25 000 | Twarda        | Alona Sotnykowa    | 2:6, 3:6            |
| Zwyciężczyni | 3. | 11/09/2016 | Telawi   | 25 000 | Ceglana       | Deniz Khazaniuk    | 7:5, 6:4            |
| Zwyciężczyni | 4. | 11/03/2018 | Jokohama | 25 000 | Twarda        | Harriet Dart       | 6:2, 6:4            |

### Gra podwójna 27 (16–11)
| Rezultat     |     | Data       | Turniej       | ($)       | Naw.          | Partnerka             | Przeciwniczki                               | Wynik             |
| Finalistka   | 1.  | 23/06/2013 | Lenzerheide   | 25 000    | Ceglana       | Diāna Marcinkēviča    | Belinda Bencic Kateřina Siniaková           | 0:6, 2:6          |
| Zwyciężczyni | 1.  | 28/06/2013 | Szymkent      | 10 000    | Ceglana       | Maragrita Łazariewa   | Jekatierina Gubanowa Darja Łodikowa         | 6:4, 6:2          |
| Zwyciężczyni | 2.  | 17/08/2013 | Kazań         | 50 000    | Twarda        | Jewgienija Rodina     | Aleksandra Artamonowa Martina Borecká       | 5:7, 6:0, 10–8    |
| Finalistka   | 2.  | 22/02/2014 | Moskwa        | 25 000    | Twarda (hala) | Swiatłana Pirażenka   | Walentina Iwachnienko Kateryna Kozłowa      | 6:7(6), 4:6       |
| Finalistka   | 3.  | 18/04/2014 | Karszy        | 25 000    | Twarda        | Jekatierina Byczkowa  | Albina Xabibulina Anastasija Wasyljewa      | 6:2, 5:7, 4–10    |
| Zwyciężczyni | 3.  | 02/05/2014 | Andiżan       | 10 000    | Twarda        | Albina Xabibulina     | Polina Monowa Jana Sizikowa                 | 6:4, 7:6(5)       |
| Finalistka   | 4.  | 05/07/2014 | Middelburg    | 25 000    | Ceglana       | Jewgienija Rodina     | Angelique van der Meet Bernice van de Velde | 6:7(4), 6:3, 5–10 |
| Zwyciężczyni | 4.  | 12/09/2014 | Moskwa        | 25 000    | Ceglana       | Xenia Knoll           | Aleksandra Artamonowa Polina Monowa         | 7:6(10), 7:5      |
| Finalistka   | 5.  | 21/01/2015 | Moskwa        | 25 000    | Twarda (hala) | Nateła Dzałamidze     | Lidzija Marozawa Anastasija Wasyljewa       | 4:6, 4:6          |
| Finalistka   | 6.  | 05/06/2015 | Andiżan       | 25 000    | Twarda        | Ksienija Łykina       | Nigina Abduraimova Hiroko Kuwata            | 6:4, 6:7(5), 9–11 |
| Finalistka   | 7.  | 12/06/2015 | Namangan      | 25 000    | Twarda        | Ksienija Łykina       | Anastasija Komardina Dżulija Terzijska      | 6:7(2), 5:7       |
| Zwyciężczyni | 5.  | 08/08/2015 | Moskwa        | 25 000    | Ceglana       | Nateła Dzałamidze     | Ołeksandra Koraszwili Wałerija Strachowa    | 6:3, 6:3          |
| Finalistka   | 8.  | 21/08/2015 | Petersburg    | 25 000    | Ceglana       | Nateła Dzałamidze     | Carolin Daniels Lidzija Marozawa            | 4:6, 6:4, 6–10    |
| Zwyciężczyni | 6.  | 13/11/2015 | Mińsk         | 25 000    | Twarda (hala) | Başak Eraydın         | Anastasija Frołowa Jekatierina Jaszyna      | 6:3, 6:1          |
| Zwyciężczyni | 7.  | 16/01/2016 | Daytona Beach | 25 000    | Ceglana       | Nateła Dzałamidze     | Sharon Fichman Carol Zhao                   | 6:4, 6:3          |
| Finalistka   | 9.  | 23/01/2016 | Wesley Chapel | 25 000    | Ceglana       | Nateła Dzałamidze     | Ingrid Neel Natalja Wichlancewa             | 6:4, 6:7(4), 6–10 |
| Finalistka   | 10. | 19/02/2016 | Nowe Delhi    | 25 000    | Twarda        | Nateła Dzałamidze     | Hsu Ching-wen Lee Ya-hsuan                  | 0:6, 6:0, 6–10    |
| Zwyciężczyni | 8.  | 08/04/2016 | Karszy        | 25 000    | Twarda        | Nateła Dzałamidze     | Ksienija Łykina Polina Monowa               | 4:6, 6:4, 10–7    |
| Finalistka   | 11. | 03/06/2016 | Namangan      | 25 000    | Twarda        | Tereza Mihalíková     | Ksienija Łykina Polina Monowa               | 6:3, 3:6, 5–10    |
| Zwyciężczyni | 9.  | 24/06/2016 | Moskwa        | 25 000    | Ceglana       | Nateła Dzałamidze     | Anna Morgina Hanna Poznichirenko            | 6:1, 6:2          |
| Zwyciężczyni | 10. | 30/07/2016 | Astana        | 25 000    | Twarda        | Nateła Dzałamidze     | Polina Monowa Jana Sizikowa                 | 6:2, 6:3          |
| Zwyciężczyni | 11. | 09/09/2016 | Telawi        | 25 000    | Ceglana       | Nateła Dzałamidze     | Tatia Mikadze Sopia Szapatawa               | 6:4, 6:2          |
| Zwyciężczyni | 12. | 29/10/2016 | Liuzhou       | 50 000    | Twarda        | Aleksandra Pospiełowa | Jacqueline Cako Sabina Sharipova            | 6:2, 6:4          |
| Zwyciężczyni | 13. | 15/04/2017 | Stambuł       | 60 000    | Twarda        | İpek Soylu            | Ksienija Łykina Polina Monowa               | 4:6, 7:5, 11–9    |
| Zwyciężczyni | 14. | 10/06/2017 | Marsylia      | 100 000   | Ceglana       | Nateła Dzałamidze     | Dalma Gálfi Dalila Jakupović                | 7:6(5), 6:4       |
| Zwyciężczyni | 15. | 22/07/2017 | Astana        | 100 000+H | Ceglana       | Nateła Dzałamidze     | Ysaline Bonaventure Naomi Broady            | 6:2, 6:0          |
| Zwyciężczyni | 16. | 22/09/2017 | Petersburg    | 100 000   | Twarda (hala) | Anna Blinkowa         | Belinda Bencic Michaela Hončová             | 6:3, 6:1          |

## Występy w igrzyskach olimpijskich

### Gra pojedyncza
| Runda                                                                                       | Przeciwniczka                   | Wynik    |
| ------------------------------------------------------------------------------------------- | ------------------------------- | -------- |
|                                                                                             |                                 |          |
| Letnie Igrzyska Olimpijskie w Tokio 2020, reprezentując państwo Rosyjski Komitet Olimpijski |                                 |          |
| I runda                                                                                     | Hiszpania: Garbiñe Muguruza [7] | 5:7, 5:7 |

### Gra podwójna
| Runda                                                                                       | Partnerka       | Przeciwniczki                                       | Wynik          |
| ------------------------------------------------------------------------------------------- | --------------- | --------------------------------------------------- | -------------- |
|                                                                                             |                 |                                                     |                |
| Letnie Igrzyska Olimpijskie w Tokio 2020, reprezentując państwo Rosyjski Komitet Olimpijski |                 |                                                     |                |
| I runda                                                                                     | Jelena Wiesnina | Niemcy: Anna-Lena Friedsam / Laura Siegemund        | 6:2, 7:5       |
| II runda                                                                                    | Jelena Wiesnina | Holandia: Kiki Bertens / Demi Schuurs [3]           | 6:2, 3:6, 10–7 |
| Ćwierćfinał                                                                                 | Jelena Wiesnina | Ukraina: Ludmyła Kiczenok / Nadija Kiczenok         | 6:2, 6:1       |
| Półfinał                                                                                    | Jelena Wiesnina | Czechy: Barbora Krejčíková / Kateřina Siniaková [1] | 3:6, 6:3, 6–10 |
| O brązowy medal                                                                             | Jelena Wiesnina | Brazylia: Laura Pigossi / Luisa Stefani             | 6:4, 4:6, 9–11 |